# Quantentechnologie
Quantentechnologie ist ein interdisziplinäres Feld auf dem die ingenieurwissenschaftliche Nutzbarmachung von Quanteneigenschaften im Mittelpunkt steht. Solche Quanteneigenschaften können etwa diskrete Energieniveaus, Zustandsüberlagerung oder Quantenverschränkung sein. Eine Orientierung über die Teilgebiete bietet die Einteilung in Quantencomputing, Quantenkommunikation, Quantenmesstechnik und Basistechnologien für Quantensysteme.

## Teilgebiete der Quantentechnologie

### Sensorik
Quantenmechanische Überlagerungszustände können bei einer Reihe externer Messgrößen sehr empfindlich sein, wie elektrische, magnetische und Gravitationsfelder, Rotation, Beschleunigung und Zeit, und kommen daher als Kandidaten für sehr genaue Sensoren in Frage. Hier gibt es nicht nur zahlreiche Labordemonstratoren wie etwa Gravimeter auf Basis von Atominterferometern. Außerdem gibt es Bestrebungen, die Leistung bestehender Sensoren deutlich zu verbessern, beispielsweise mit optischen Gitteruhren. Es wird angenommen, dass auf mehreren Märkten ökonomische Durchbrüche erzielt werden können, z. B. in der Medizintechnik, Navigation und der Überwachung von Öl-, Gas- und Wasservorkommen oder der Geologie.
Eng verwandt mit den sensorischen Anwendungen ist die Quantenlithographie, die ebenfalls Quantenkohärenz und -verschränkung zur Verbesserung des klassischen Auflösungsvermögens verwendet.

### Kommunikation
Herkömmliche verschlüsselte Kommunikation beruht auf dem Prinzip, dass das Entschlüsseln ohne Kenntnis des Schlüssels verhältnismäßig hohe Rechenkapazitäten benötigt: Da aber Rechenkapazitäten stetig wachsen, wird eine sichere Verschlüsselung immer aufwändiger. Quantenkryptographie ist hier ein Ausweg, da sie auf dem fundamentalen Prinzip beruht, dass Quanteninformationen nicht dupliziert werden können („No-Cloning Theorem“). Eine wesentliche Komponente der Kommunikation ist der Quantenschlüsselaustausch (Quantum Key Distribution): Es ist ein Verfahren, Schlüssel in einer Art und Weise mit verschränkten Lichtquanten zu übertragen, die jedweden Eingriff in die Übertragung, etwa durch einen Lauscher im Kommunikationskanal, für den Benutzer sichtbar macht.

### Rechnen
Quantencomputer sind Maschinen, die statt mit herkömmlichen Bits (die den Wert 0 oder 1 annehmen können) mit „Quantenbits“ oder „Qubits“ arbeiten (die einen Überlagerungszustand von 0 oder 1 annehmen können). Aus der quantenmechanischen Überlagerung folgt zumindest aus theoretischer Sicht eine deutliche Beschleunigung der Rechenleistung, die eine Vielzahl heute gebräuchlicher Verfahren beschleunigt, wie etwa Datenbanksuche, Navigation oder Primzahlzerlegung. Weiterhin wird von Quantencomputern erwartet, dass sie eine Reihe neuartiger Anwendungen im Computerbereich beschleunigen, wie bestimmte Optimierungen und Maschinenlernen.
Eine weitere Anwendung von Quantenrechnern ist die Durchführung von Quantensimulationen. Ziel ist es, das Verhalten komplexer und nicht mikroskopisch beobachtbarer Systeme, wie etwa Supraleiter, Magnete oder komplexe Moleküle, in einem Modellsystem zu untersuchen. Dieses soll dabei denselben oder zumindest übertragbaren physikalischen Gesetzmäßigkeiten unterliegen, aber zum Beispiel besser oder über andere Parameterbereiche beobachtbar sein. Ein Quantencomputer könnte diese Aufgaben lösen. Die Simulation soll dabei die Entwicklung neuartiger Materialien ermöglichen, zum Beispiel im Bereich der Biotechnologie.

### Basistechnologien
Um beispielsweise Qubits nicht nur im Labormaßstab zu realisieren, sondern kostengünstige, robuste und skalierbare Produkte zu schaffen, sind verschiedene Basistechnologien notwendig. Beispiele können hier Kühlsysteme sein, die notwendige Supraleiter auf der Betriebstemperatur halten. Andererseits können auch Lasersysteme und optische Kristalle, die Quanteneffekte wie parametrische Fluoreszenz erlauben, gemeint sein.

## Geschichte
Das Gebiet der Quantentechnologie wurde 1997 in einem Buch von Gerard J. Milburn skizziert, gefolgt von Artikeln von Jonathan P. Dowling und David Deutsch Anfang der 2000er Jahre. Von verschiedenen Bereichen der Quantenphysik, wie der Quantenoptik, Atomoptik, Quantenelektronik und Quantennanomechanik wurde so eine gemeinsame Sprache entwickelt, die der Quanteninformationstheorie.

### Entwicklung
Es gibt bereits heute eine Vielzahl von Geräten, welche die Gesetze der Quantenmechanik nutzen. Zu den wichtigsten gehören Atomuhr, Laser und Maser, die in den 1950er Jahren entwickelt wurden. Diese Geräte werden häufig zur „ersten Quantenrevolution“ gezählt. Oft werden auch die Begriffe „zweite Quantenrevolution“ oder „Quantum 2.0“ verwendet. Hierunter werden im Allgemeinen Geräte verstanden, die Quantenzustände aktiv präparieren, bearbeiten und auslesen, oft unter Ausnutzung von Quanteneffekten wie Überlagerung und Verschränkung. Eine klare Abgrenzung der einzelnen Generationen in der technologischen Entwicklung durch eine „Quantenrevolution“ ist schwierig und umstritten. Prinzipiell kann man die Magnetresonanztomographie und den Floating-Gate-Transistor zur zweiten Generation zählen. Meist wird die gesamte Quanteninformatik als Kennzeichen der zweiten Generation verstanden. Manche Autoren sprechen von einer „Dritten Quantenrevolution“.

### Förderprogramme
Seit 2010 haben mehrere Regierungen nationale Förderprogramme aufgelegt, wie das UK National Quantum Technologies Programme, das Zentrum für Quantum Technologies in Singapur und QuTech in den Niederlanden. Weiterhin hat die Europäische Union 2016 ein sogenanntes FET-Flagshipprojekt bekanntgegeben, das ab 2017 in Kraft trat. China baut derzeit am weltgrößten Forschungszentrum zu Quantentechnologien mit einem geplanten Investment von 76 Mrd. Yuan (ca. 10 Mrd. Euro). Auch in den USA ist eine nationale Quanteninitiative in Vorbereitung. In Deutschland wurde im September 2018 von der Bundesregierung ein Förder-Rahmenprogramm „Quantentechnologien – von den Grundlagen zum Markt“ im Umfang von 650 Millionen Euro für Forschung und Entwicklung beschlossen. Im Rahmen der durch die COVID-19-Pandemie hervorgerufenen Wirtschaftskrise 2020 beschloss die Bundesregierung am 3. Juni 2020 ein 130 Milliarden Euro umfassendes Konjunkturprogramm, in welchem Quantentechnologien, insbesondere Quantencomputing, Quantenkommunikation, Quantensensorik und Quantenkryptographie, mit einem Finanzvolumen in Höhe von 2 Milliarden Euro gefördert werden sollen. Im Speziellen wurde dabei beschlossen, „unmittelbar den Auftrag zum Bau von mindestens zwei Quantencomputern an geeignete Konsortien [zu] vergeben.“
Im privaten Sektor investieren diverse Unternehmen in die Quantentechnologien, von Startups bis zu Großkonzernen. Beispiele großer Unternehmen sind die Partnerschaft von Google mit der Gruppe von John Martinis, IBMs Quantum Experience, Intels Partnerschaft mit QuTech in Delft und Microsofts Förderung verschiedener Station Q Labore. Zu den schon etablierteren der zahlreichen Startups gehören ID Quantique aus der Schweiz, D-Wave Systems oder Rigetti Computing aus den USA. Im Rahmen des UK National Quantum Technologies Programme haben viele britische Unternehmen in Quantentechnologien investiert.